# Skerjafjörður
Der Skerjafjörður ist eine Bucht im Hauptstadtgebiet von Island.
Der Skerjafjörður (deutsch Schärenfjord) liegt südlich der Halbinsel Seltjarnarnes und der Hauptstadt Reykjavík und nördlich der Halbinsel Álftanes und der Stadt Hafnarfjörður. An diesem Fjord liegt der Flughafen Reykjavík und es zweigen die Buchten Fossvogur, Kópavogur bei der gleichnamigen Stadt und Arnarnesvogur ab. Im Skerjafjörður liegt auch die Halbinsel Bessastaðanes mit dem Amtssitz des Präsidenten in Bessastaðir.